# روري ماكوين
روري ماكوين (بالإنجليزية: Rory McKeown)‏ هو لاعب كرة قدم بريطاني في مركزي ظهير ‏ والدفاع، ولد في 8 أبريل 1993 في بلفاست في المملكة المتحدة. شارك مع منتخب أيرلندا الشمالية تحت 16 سنة لكرة القدم ومنتخب أيرلندا الشمالية تحت 17 سنة لكرة القدم ومنتخب أيرلندا الشمالية تحت 19 سنة لكرة القدم ومنتخب أيرلندا الشمالية تحت 21 سنة لكرة القدم. أما مع النوادي، فقد لعب مع ريث روفرز ونادي كاودينبيث ونادي كيلمارنوك.

## وصلات خارجية
- روري ماكوين على موقع قاعدة بيانات كرة القدم.إي يو (الإنجليزية)
- روري ماكوين على موقع Soccerway.com (الإنجليزية)